# 2011 HD103
2011 HD103, também escrito como 2011 HD103, é um objeto transnetuniano que está localizado no Cinturão de Kuiper, uma região do Sistema Solar. Ele possui uma magnitude absoluta de 8,4 e tem um diâmetro estimado com cerca de 92 km.

## Descoberta
2011 HD103 foi descoberto no dia 28 de abril de 2011 pelo New Horizons KBO Search.

## Órbita
A órbita de 2011 HD103 tem uma excentricidade de 0,257 e possui um semieixo maior de 43,994 UA. O seu periélio leva o mesmo a uma distância de 32,668 UA em relação ao Sol e seu afélio a 55,321 UA.